# Asesinato de María José Reyes y Juan Duarte

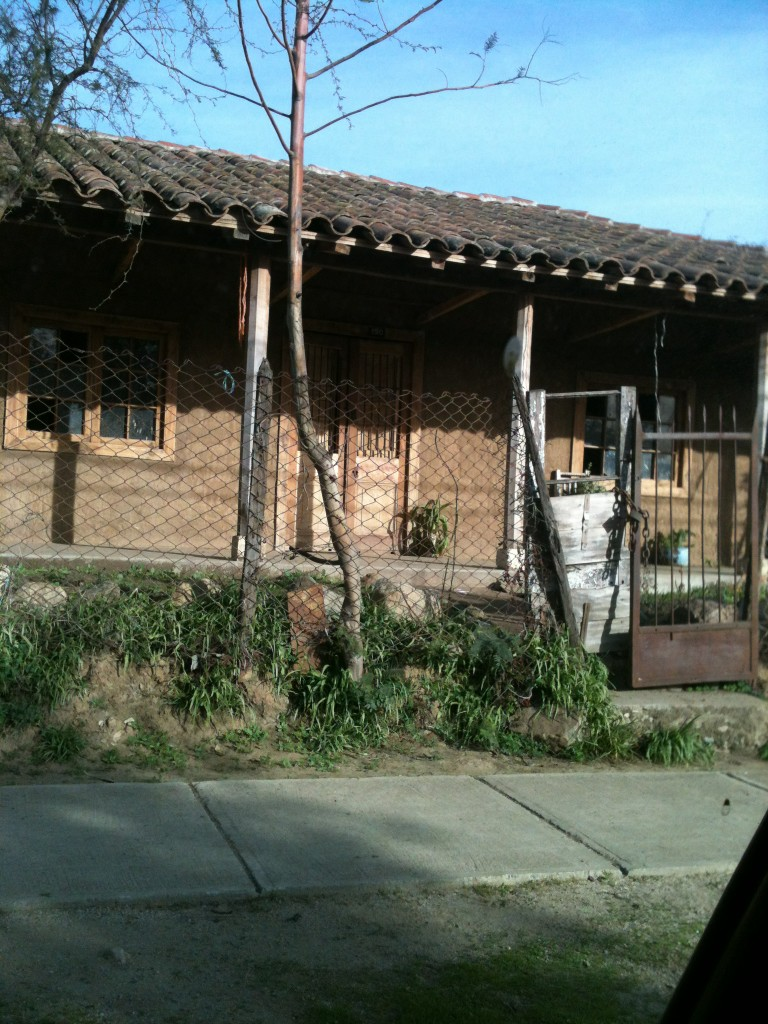
La casa y anticuario de Óscar López, escena del delito, en julio de 2012

María José Reyes Moore y Juan René Duarte Becerra fueron asesinados en julio del 2012 en un anticuario de Lolol, Provincia de Colchagua, Región de O'Higgins, Chile.  Ambas víctimas visitaron la tienda como clientes, cuando fueron atacados y decapitados por Óscar López Rodríguez, el dueño del negocio. 
El asesino fue abatido a tiros por la policía que respondía al lugar del asesinato de Reyes. El análisis de los relatos de la gente que lo conoció sugiere que Óscar sufría de psicosis y "delirios místicos". Fue apodado como el "Monstruo de Lolol" por la prensa chilena.
El acontecimiento impactó al pequeño pueblo de Lolol. El alcalde afirmó que los asesinatos se convertirían en un punto demarcado en la historia del lugar.

## Ataques
Primer ataque
La mayoría de los relatos dicen que el 10 de julio de 2012 Juan Duarte visitó el anticuario de Óscar López "para comprar una barra de hierro". La criada de Duarte, Olga Morales, dijo a El Mercurio que, "de hecho estaba interesado en una mesita antigua." Varias personas vieron a Duarte hablando con López esa tarde.
Carabineros declaró que López acuchilló a Duarte en la espalda y posteriormente lo decapitó. Duarte habría intentado defenderse "tenazmente".  López mantuvo la cabeza de Duarte en un baúl que estaba a la venta en su tienda y enterró el resto del cuerpo bajo una rocas en su jardín. El día siguiente, 11 de julio, la familia de Duarte constato la desaparición de este a la policía de Lolol.
Segundo ataque
El 12 de julio, María José Reyes Moore viajaba con dos de sus niños, su hija de 15 años e hijo de 19 años, hacia el Fundo Querelena en el área de Bucarruca en la comuna de Paredones, Provincia Cardenal Caro . Su marido y su otros dos hijos viajaban más tarde ese día. alrededor de las 13:00 tiempo local (17:00 UTC), ella decidió pasar a Lolol. Paró en la calle Los Alerces 145 y entró en la tienda de López Rodríguez con su hija; su hijo se quedó esperando en el automóvil.
En menos de cinco minutos y aparentemente sin razón, López tomó a Reyes por el cabello y la acuchilló. Su hija corrió fuera de la tienda para advertirle a su hermano. Cuándo volvieron, vieron como López colocaba a su madre, severamente herida, en un tronco en el Jardín, donde procedió a decapitarla con un hacha.
Los hijos de Reyes corrieron fuera de la tienda para buscar ayuda y, de acuerdo a los testigos, gritando "¡Están matando a nuestra mamá!". Ese día en Lolol era día de pago, por lo que las calles estaban llenas de gente Los adolescentes finalmente encontraron a un carabinero, el Sargento Felipe González, quién fue deprisa a la escena del crimen. Mientras tanto, López había arrancado la cabeza de Reyes y se la mostraba a los transeúntes, levantando la cabeza cortada "como un trofeo". Cuando González llegó a él, le ordenó a López que se detuviera disparando dos veces al aire, sin embargo, López no obedeció. Entonces López se abalanzó hacia el policía con el hacha que uso para decapitar a Reyes, forzándolo a dispararle con su arma de servicio, causándole la muerte.

## Asesino
Óscar Segundo López Rodríguez, apodado por los medios de comunicación chilenos como el "Monstruo de Lolol", nació el 1 de noviembre de 1972 en Lolol, Departamento de Santa Cruz, Provincia de Colchagua. Sus padres eran Óscar del Carmen López Araya y Osvaldina de las Rosas Rodríguez Espinosa. Considerado un hombre "violento y solitario" por sus vecinos, López clamaba ser un "mensajero de Dios".
El era conocido en Lolol como "el Hippie", debido a su "intencional estilo desaliñado, con barba y cabello largo". Algunos residentes de Lolol señalaron a la prensa que López podría haber sido miembro de una secta satánica. También señalaron que era un asiduo consumidor de marihuana, del cual según se dice también vendía.
López empezó a recoger fonógrafos, lámparas, ruedas de carreta y puertas de hierro en 1997, cuándo se mudó a Los Boldos, una área rural cerca de Santa Cruz. Un tiempo después de que se haya mudado a Los Robles se unió a una "comunidad ecológica", del cual fue expulsado. En agosto de 2009, se mudó a Las Palmas, tres kilómetros del centro Lolol, y vivió en tres casas diferentes allí hasta marzo de 2010. Después del terremoto del 27 de febrero de 2010, se muda a su última casa, una vieja casa de adobe, localizado en frente de la agencia de bomberos de Lolol. Allí, estableció una tienda de antigüedades.
En un artículo publicado en el diario regional El Mundo Rural en abril de 2012, López Rodríguez fue descrito como un "hombre modesto, quién ha trabajado duro con la pala y el arado en el campo," y "que se ha dedicado a visitar casas y rescatar antigüedades, los cuales repara y vende a familias ricas." El Mundo Rural también remarcó su capacidad de montar su bicicleta junto a su perro Valentín.
López Rodríguez se casó con Sandra Andrea Poblete Gaete en Santa Cruz, el 31 de agosto de 1992. La pareja tuvo un hijo (Oscar Andrés Lopez Poblete, nacido en 1992), y se divorciaron el 6 de abril de 2011.

## Víctimas

### María José Reyes
María José Reyes Moore (nacida en Santiago el 25 de junio de 1966) era una profesora de educación física de Vitacura, Región Metropolitana de Santiago.
Reyes Moore, apodada Coté, completó su educación secundaria en Colegio Villa María en 1984. Ella trabajó entre 1992 y 2007 como profesora de educación física en el Colegio San Francisco de Asís de Las Condes. Ella dejó esa institución educativa en 2007 porque "quería dedicar más tiempo a su familia."
Poco después, ella empezó a trabajar en el Colegio El Golf en Vitacura, donde ella creó una clase llamada La Academia. La Academia consistía en un taller pre-laboral y funcional dedicado a graduados de secundaria con necesidades educativas especiales.
Se casó con el agricultor Wenceslao Fernando Montero Sánchez (Nacido el 11 de diciembre de 1962) el 4 de diciembre de 1989 La pareja tuvo cuatro hijos.

### Juan Duarte
Juan René Duarte Becerra (nacido el 7 de enero de 1956) era un agricultor. Nació en Lolol, Provincia de Colchagua, Región de O'Higgins, y vivió su vida entera allí.
Conocido como "Juanito" o "Don Juanito" por la mayoría de las personas del pueblo de Lolol, Duarte trabajó por veinte años como temporero en la propiedad Viña Casa Silva en la comuna de San Fernando.
Era conocido en su pueblo natal como una persona buena y trabajadora. Al momento de su muerte, él estaba bajo licencia médica debido a una reciente cirugía de una hernia en la columna.
Se casó con María Adriana Rodríguez Espina (Nacida el 12 de mayo de 1953) el 3 de mayo de 1976. Fue el tío del concejal de Lolol, Leandro Duarte Maldonado, del Partido Radical Socialdemócrata.

## Consecuencias
Los asesinatos fueron cubiertos ampliamente por la prensa local, e impactaron a la sociedad chilena. Los habitantes de Lolol, un pacífico pueblo rural que fue declarado como Monumento Nacional bajo la categoría de "Zona Típica" por su arquitectura colonial, quedaron "angustiados", y las calles de la ciudad quedaron vacías una semana después de los crímenes. Algunos residentes dijeron que habían sido "ridiculizados" en otros pueblos, y buscaron que la casa de Óscar López fuese demolida. El alcalde de Lolol, Marco Marín, dijo a La Tercera que el delito marcaría un "antes y después" en la historia de Lolol

### Investigación
El mismo día de la muerte de María José Reyes y Óscar López, el Labocar (Laboratorio de Criminalística de Carabineros) inspeccionó la escena del delito, bajo la petición de la fiscal Carmen Gloria Agurto, encontrando el cuerpo decapitado de otra víctima, identificada posteriormente como Juan Duarte Becerra. Labocar también revisó algunos pozos en el patio trasero de la casa de López. Al día siguiente y en la búsqueda de otras posibles víctimas, el Labocar y GOPE (Grupo de Operaciones Policiales Especiales) continuó inspeccionando la escena de delito, como también la residencia anterior de López en Las Palmas, pero no encontraron restos humanos.
Siguiendo los asesinatos, existía una sospecha de que López Rodríguez pudo haber asesinado a Manuel Fuenzalida Piña, un hombre de la comuna de Pumanque, quién había desaparecido en marzo del 2012 y fue visto por última vez hablando con López. La policía buscó en la tienda de López y en sus anteriores residencias por restos humanos adicionales, pero no logró encontrar nada.
El fiscal Luis Toledo de la Región de O'Higgins anunció que el Ministerio Público brindaría asistencia psicológica a los hijos de Reyes, los cuales presenciaron el crimen. La oficina fiscal de Santa Cruz pidió al OS-9 (Departamento Investigación de Organizaciones Criminales) que preparará una autopsia psicológica, ya que no se sabía nada de las razones de López para cometer los crímenes, por lo cual se le creó un perfil basado en entrevistas con personas que interactuaron con él y en información extraída de la escena del crimen Los resultados de la "autopsia psicológica" fueron publicados el 25 de julio de 2012, y señalaba que López Rodríguez "sufría de una psicosis transitoria, delirios místicos y comportamientos extraños."
El Sargento Felipe González, de 26 años de edad, recibió "ayuda psicológica" por parte de Carabineros. Sin embargo, sus acciones deben ser investigadas para determinar si se apegaron a las reglas de Carabineros o no..

### Funerales

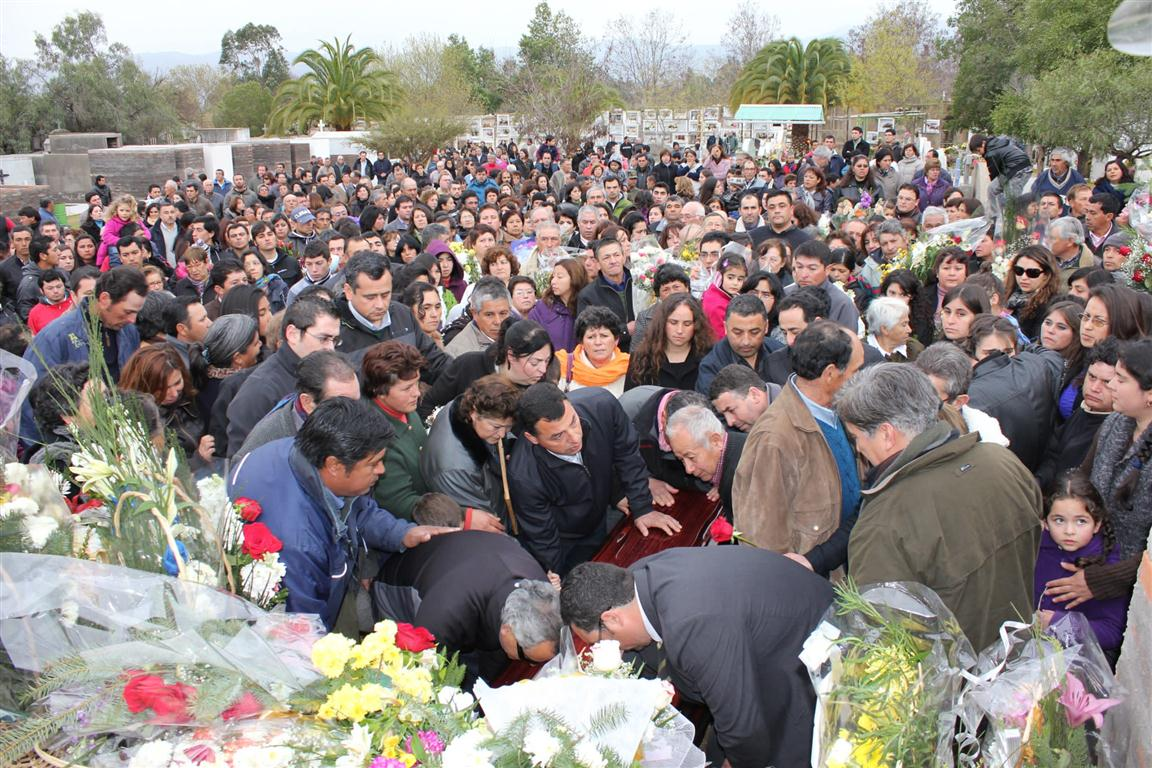
Funeral de Juan Duarte Becerra en el Cementerio Municipal de Lolol, el 14 de julio de 2012

El 13 de julio de 2012, alrededor de las 09:00 tiempo local (13:00 UTC), parientes de María José Reyes llegaron al Servicio Médico Legal de San Fernando, donde se había realizado la autopsia, y se llevaron el cuerpo a Vitacura, Región Metropolitana de Santiago, donde se realizó su velorio en la Parroquia San Juan de Apóstol. Una misa realizada por el sacerdote Osvaldo Fernández se celebró el 14 de julio de 2012 en la Parroquia San Juan de Apóstol, a la que asistieron unas mil personas. Los restos de María José Reyes fueron llevados al cementerio "Parque del Recuerdo", donde fue cremada y posteriormente enterrada.
El cuerpo de Juan Duarte Becerra fue velado en casa de su madre en Lolol, el 13 de julio de 2012. Durante la mañana del día siguiente, y después de una oración evangélica, su cuerpo fue enterrado en el Cementerio Municipal de Lolol. Al funeral asistieron cientos de residentes de Lolol.
El cuerpo de Óscar López Rodríguez fue retirado del Servicio Médico Legal de San Fernando por su hijo, en la noche del 13 de julio de 2012. Su cuerpo fue velado en la casa de sus padres en Los Boldos, cerca de Santa Cruz, y fue enterrado al día siguiente en el Cementerio de Santa Cruz, en una ceremonia en la que asistieron cientos de personas. Su expareja no asistió a su funeral.